# Conceição do Araguaia
Conceição do Araguaia est une ville du Brésil, située dans l'État du Pará, du sud-est de l'état. Elle est située au nord du Brésil, à 8º15'28" de latitude sud et 49º15'54" de longitude ouest. Située sur la rive gauche de la rivière Araguaia, elle a été fondée par le frère dominicain Frei Gil de Vilanova.

## Histoire
Les premières archives sont liées à la période du Brésil impérial, plus précisément à l'année 1888, lorsque le religieux français Gil Vilanova, originaire de Marseille, arriva sur place pour catéchiser les indiens Kaiapó. La région est originaire du vaste territoire de Baião. Dans un premier temps, un poste de catéchèse fut créé, qui s'agrandit ensuite au point de devenir une ville très fréquentée.
En 1908, Augusto Monténégro, alors gouverneur du Pará, éleva le village au rang de ville pour faire face aux menaces de l'État de Goiás d'annexer la zone à son territoire. Avec la Révolution de 1930, le commerce du caoutchouc chute, provoquant l'extinction de la commune qui, à son tour, retrouve son autonomie politique trois ans plus tard, en 1933. Le résultat est le démembrement du vaste territoire en 5 communes : Santana do Araguaia (1961), Redenção, Rio Maria et Xinguara (1982) et Floresta do Araguaia (1993).
Le nom de la ville est un hommage à la patronne du lieu d'origine, Nossa Senhora da Conceição, et à la rivière qui baigne la rive gauche de cette terre, l'Araguaia, qui en langue Tupi signifie « rivière de la vallée des perroquets ».

### La guérilla
En 1972, le lieu fut le théâtre d'un mouvement militaire de lutte contre le communisme. Dans ce contexte, l'armée brésilienne prend d'assaut la région inférieure d'Araguaia, faisant de Marabá et Xambioá ses villes-casernes. L'« occupation » de la zone visait à annihiler le mouvement de résistance naissant qui était en train d'être construit dans la région par les guérilleros du Parti communiste du Brésil.
Ainsi commença l’épisode connu dans l’histoire sous le nom de guérilla d’Araguaia. Aujourd'hui encore, d'anciens guérilleros et anciens combattants de la guérilla y vivent. La grande majorité préfère garder le silence sur le sujet, en particulier les familles des personnes directement impliquées dans cette histoire.

### Economie
La société Horizonte Minerals Plc exploite une mine de nickel à environ 40km de l'agglomération. La capacité d'extraction est de 900 000 tonnes de minerai par an, ce qui représente 52 000 tonnes de ferronickel soit 14 500 tonnes de nickel pur.

### Climat
Selon les données de l'Institut National de Météorologie (INMET), depuis 1961, la température la plus basse enregistrée à Conceição do Araguaia était de 9,2 °C le 3 juin 1964 et la plus élevée a atteint 41,7 °C les 10 et 11 septembre 2020.
Les précipitations accumulées les plus élevées en 24 heures ont été de 209 millimètres (mm) le 15 février 1991, suivies par. de 164,6 mm le 11 décembre 2000, 163,2 mm le 14 février 2014 et 152,9 mm le 27 novembre 1995. Janvier 1964, avec 648,4 mm, a été le mois avec les précipitations les plus élevées.
| Données météorologiques de Conceicao do Araguaia                                               | Données météorologiques de Conceicao do Araguaia | Données météorologiques de Conceicao do Araguaia | Données météorologiques de Conceicao do Araguaia | Données météorologiques de Conceicao do Araguaia | Données météorologiques de Conceicao do Araguaia | Données météorologiques de Conceicao do Araguaia | Données météorologiques de Conceicao do Araguaia | Données météorologiques de Conceicao do Araguaia | Données météorologiques de Conceicao do Araguaia | Données météorologiques de Conceicao do Araguaia | Données météorologiques de Conceicao do Araguaia | Données météorologiques de Conceicao do Araguaia | Données météorologiques de Conceicao do Araguaia |
| Mois                                                                                           | Jan                                              | Fev                                              | Mar                                              | Avr                                              | Mai                                              | Juin                                             | Jul                                              | Aout                                             | Sept                                             | Oct                                              | Nov                                              | Dec                                              | Année                                            |
| ---------------------------------------------------------------------------------------------- | ------------------------------------------------ | ------------------------------------------------ | ------------------------------------------------ | ------------------------------------------------ | ------------------------------------------------ | ------------------------------------------------ | ------------------------------------------------ | ------------------------------------------------ | ------------------------------------------------ | ------------------------------------------------ | ------------------------------------------------ | ------------------------------------------------ | ------------------------------------------------ |
| Record de température (°C)                                                                     | 37,5                                             | 38,4                                             | 37,1                                             | 38,1                                             | 37,6                                             | 38,4                                             | 39,3                                             | 40,7                                             | 41,7                                             | 40,9                                             | 38,8                                             | 38,3                                             | 41,7                                             |
| Température maximale moyenne(°C)                                                               | 31,8                                             | 31,7                                             | 31,9                                             | 32,6                                             | 33,7                                             | 34,8                                             | 35,8                                             | 37,1                                             | 36,5                                             | 34,4                                             | 32,8                                             | 32,1                                             | 33,8                                             |
| Température moyenne (°C)                                                                       | 26,3                                             | 26,3                                             | 26,5                                             | 26,9                                             | 27,7                                             | 27,8                                             | 28                                               | 28,8                                             | 28,9                                             | 27,8                                             | 26,9                                             | 26,5                                             | 27,4                                             |
| Température minimale moyenne(°C)                                                               | 22,5                                             | 22,5                                             | 22,7                                             | 22,9                                             | 23                                               | 21,8                                             | 20,9                                             | 21,3                                             | 22,5                                             | 22,8                                             | 22,6                                             | 22,7                                             | 22,4                                             |
| Record de température minimale (°C)                                                            | 13                                               | 15,6                                             | 15,6                                             | 16,1                                             | 12,4                                             | 9,2                                              | 10                                               | 10                                               | 11                                               | 15,4                                             | 11,2                                             | 10                                               | 9,2                                              |
| Précipitation (mm)                                                                             | 249,9                                            | 265,2                                            | 274,5                                            | 195,3                                            | 97,1                                             | 10,6                                             | 2,9                                              | 5,9                                              | 46,5                                             | 135,8                                            | 221,4                                            | 238,5                                            | 1 743,6                                          |
| Jour avec précipitation (≥ 1 mm)                                                               | 17                                               | 17                                               | 17                                               | 14                                               | 7                                                | 1                                                | 1                                                | 1                                                | 4                                                | 8                                                | 13                                               | 15                                               | 115                                              |
| Humidité relative (%)                                                                          | 86,9                                             | 87                                               | 87,1                                             | 86                                               | 80,7                                             | 72,4                                             | 66,1                                             | 63,6                                             | 68,9                                             | 78,7                                             | 84,6                                             | 86,2                                             | 79                                               |
| Ensoleillement (h)                                                                             | 143,7                                            | 133,3                                            | 152,7                                            | 172,1                                            | 232,9                                            | 278,7                                            | 300,6                                            | 284,9                                            | 204,5                                            | 179,4                                            | 149,5                                            | 140,9                                            | 2 373,2                                          |
| Fonte: INMET (normal climatológica de 1991-2020; recordes de temperatura: 01/01/1961-presente) |                                                  |                                                  |                                                  |                                                  |                                                  |                                                  |                                                  |                                                  |                                                  |                                                  |                                                  |                                                  |                                                  |

### Vie Culturelle
En Juin se déroule, dans le lit partiellement asséché de l'Araguaia du fait de la faible pluviométrie à cette époque, un festival de musique réputé dans tout le Brésil.

### Religion
Conceição do Araguaia est le siège de l'évêché de  Santissima Conceição do Araguaia.
La cathédrale est dédiée à Nossa Sehnora Da Conceição.

### Accès
Par la route ou par avion via l'aérodrome 11 km au sud de la ville (piste de 2000m en dur)